# 中華北路
中華北路為中華民國臺南市市區的環形的主要道路。北起中華西路與和緯路口，東至永康區中華路，全長約3.4公里，而在安明路口以南的路段屬於台17線之一部份，臺南市道路編號為13與16。此路與東側銜接的永康中華路事實上自規畫及落成皆為同一道路，唯因縣市合併前位於不同行政區而各有其名，二者一同與中華西路、中華南路、中華東路構成台南市區的外環道。
另外，橫跨鹽水溪之北安路北安橋因南起於北成路口、北至賢安街口，使此北安路路段成為高架道路交跨於中華北路之上，故中華北路與北安路某些來往方向的銜接係透過高架式環道。

## 行經行政區域
（由一至二段）
- 中西區
- 北區

## 分段
- 一段：南過和緯路路口接中華西路二段，東過文賢路口續接二段。
- 二段：西過文賢路口續接一段，東與中華路相接。

## 本路段客運
- 市區公車[1]

| 編號 | 路線                                                            | 本路段公車站   |
| ---- | --------------------------------------------------------------- | -------------- |
| 70左 | 永華市政中心（府前路）－永華市政中心（府前路） （逆時針循環線） | 華德里－賢北里 |
| 70右 | 永華市政中心（府前路）－永華市政中心（府前路） （順時針循環線） | 賢北里－華德里 |